# Robert McAlmon

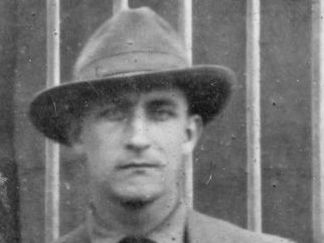
Robert McAlmon, 1923

Robert Menzies McAlmon (* 9. März 1895 in Clifton, Kansas; † 2. Februar 1956 in Desert Hot Springs, Kalifornien) war ein amerikanischer Autor und Verleger, der im Paris der 1920er Jahre die Werke expatriierter Amerikaner in dem mit Bryher gemeinsam gegründeten Verlag Contact Editions erstmals veröffentlichte.

## Leben und Werk
Robert McAlmon war der jüngste Sohn von zehn Kindern. Der Vater war John Alexander McAlmon, ein gebürtiger Ire, der nach Kanada emigriert war, seine Mutter Bess Urquhart McAlmon kam aus Chatham, Ontario. Die Familie zog nach South Dakota. Nach Beendigung der Highschool im Jahr 1912 und der Ausübung verschiedener Tätigkeiten besuchte er ab 1916 die Universität von Minnesota, um Literaturwissenschaften zu studieren, folgte aber, desillusioniert vom Studium, seiner Mutter nach dem Tod des Vaters 1917 nach Kalifornien. Nach einer kurzen Zeit beim Militär belegte er Kurse an der University of Southern California und ließ sich im Jahr 1920 nach einem kurzen Aufenthalt in Chicago in Greenwich Village in New York City nieder, wo er schnell Anschluss an das dortige Leben der Bohème fand. Zu engen Freunden wurden ihm der Maler Marsden Hartley ebenso wie William Carlos Williams; mit diesem zusammen gab er das literarische Magazin Contact heraus, das in fünf Ausgaben in den Jahren 1920/21 erschien und 1923 in einer letzten Einzelausgabe. Veröffentlicht wurden Texte von Schriftstellern wie Marianne Moore, Ezra Pound und Wallace Stevens.
Im Jahr 1921 heiratete McAlmon die Tochter eines reichen britischen Schiffsreeders, Annie Winifred Ellerman, bekannt geworden unter ihrem literarischen Pseudonym Bryher. Es handelte sich um eine „marriage of convenience“ (Ehe aus Zweckmäßigkeit), da sie lesbisch war und er bisexuell. Sie zogen nach Paris und gründeten dort 1922 den Verlag Contact Editions, der dem Bereich der Künstlerszene des Rive Gauche angehörte und bis 1929 Bestand hatte. Contact Editions spezialisierte sich auf Bücher ohne große kommerzielle Chancen. Zu den bekanntesten Werken des Verlags im Paris der Expatriierten gehörten Ernest Hemingways erstes Buch Three Stories & Ten Poems, 1924, sowie Gertrude Steins Making of Americans, 1925. H. D.s Palimpsest, Mina Loys Lunar Baedecker, Gedichte von Marsden Hartley, William Carlos Williams Spring and All (1923) und McAlmons eigene Werke erschienen ebenfalls im Verlag Contact Editions.
Wie Ernest Hemingway waren McAlmon und Bryher ebenfalls ein Teil der avantgardistischen literarischen Szene der Lost Generation. Das Ehepaar hatte Kontakte zu James Joyce, Djuna Barnes, Gertrude Stein, Sylvia Beach, Kay Boyle, Mina Loy, Adrienne Monnier und Berenice Abbott. 1927 wurde die Ehe mit Bryher geschieden, es störte sie, dass er und seine Freunde zu Alkoholexzessen neigten. In den 1930er Jahren war McAlmon hauptsächlich mit der Arbeit an seiner Autobiografie Being Geniuses Together: An Autobiography beschäftigt, die 1938 erschien.
Als die Nationalsozialisten Frankreich besetzten, wurde McAlmon interniert, wurde aber mit Hilfe seiner Familie freigelassen und kehrte 1940 in die Vereinigten Staaten zurück. In Phoenix, Texas, fand er eine Anstellung bei einer Gesellschaft und verkaufte medizinische Ausrüstungen. Sein Gesundheitszustand verschlechterte sich, er litt unter anderem an Tuberkulose und musste oft stationär behandelt werden. 1956 starb er in Desert Hot Springs.
2007 erschien das vorher nur als Typoskript in der Yale University vorliegende Werk The Nightinghouls of Paris, in der die dunkleren Seiten des Lebens der Expatriierten in Paris geschildert werden. Die Texte waren auf der Flucht 1940 verloren gegangen, und McAlmon hatte das Geschehen später aus dem Gedächtnis rekapituliert.

## Werk
- Explorations. Egoist Press, London 1921. Gedichte
- A Hasty Bunch. Gedruckt bei Maurice Darantière in Dijon. 1922. Kurzgeschichten
- A Companion Volume. Contact Editions, Paris 1923. Kurzgeschichten
- Post-Adolescence. Contact Editions, Paris 1923. Roman
- Village: As It Happened Through a Fifteen Year Period. Contact Editions, Paris 1924. Roman
- Distinguished Air: Grim Fairy Tales. Three Mountains Press, Paris 1925
- The Portrait of a Generation. Contact Editions, Paris 1926. Gedichte
- North America, Continent of Conjecture. Contact Editions, Paris 1929. Gedichte
- The Infinite Huntress and Other Stories. Crosby, Paris 1932
- Not Alone Lost. New Directions, Norfolk 1937. Gedichte
- Being Geniuses Together: An Autobiography. Secker & Warburg, London 1938. 
  - Von Kay Boyle erweiterte, überarbeitete und mit einem Nachwort versehene Ausgabe. Doubleday, New York 1968.
- The Nightinghouls of Paris. Herausgegeben und mit einer Einleitung von Sanford J. Smoller, University of Illinois Press 2007, ISBN 978-0-252-03135-9 online

als Herausgeber
- Contact Collection of Contemporary Writers. Contact Editions, Three Mountains Press, Paris 1925.

Anthologie mit Beiträgen von Djuna Barnes, Bryher, Mary Butts, H. D., Norman Douglas, Havelock Ellis, Ford Madox Ford, Wallace Gould, Ernest Hemingway, Marsden Hartley, John Herrmann, James Joyce, Mina Loy, Robert McAlmon, Ezra Pound, Dorothy Richardson, May Sinclair, Edith Sitwell, Gertrude Stein, William Carlos Williams.

## Sekundärliteratur
- John Glassco: Die verrückten Jahre. Abenteuer eines jungen Mannes in Paris. Mit einer Einleitung von Louis Begley, Deutsch von Matthias Fienbork. Hanser, München 2010, ISBN 978-3-446-23272-3.
- Sanford J. Smoller: Among Geniuses: Robert McAlmon, Writer and Publisher of the Twenties. Pennsylvania State University Press, 1975, ISBN 978-0-271-01173-8.
- Andrea Weiss: Paris war eine Frau. Die Frauen von der Left Bank. Djuna Barnes, Janet Flanner, Gertrude Stein & Co. Neuausgabe. Rowohlt, Reinbek 2006, ISBN 978-3-499-24224-3.